# Monte Vulture

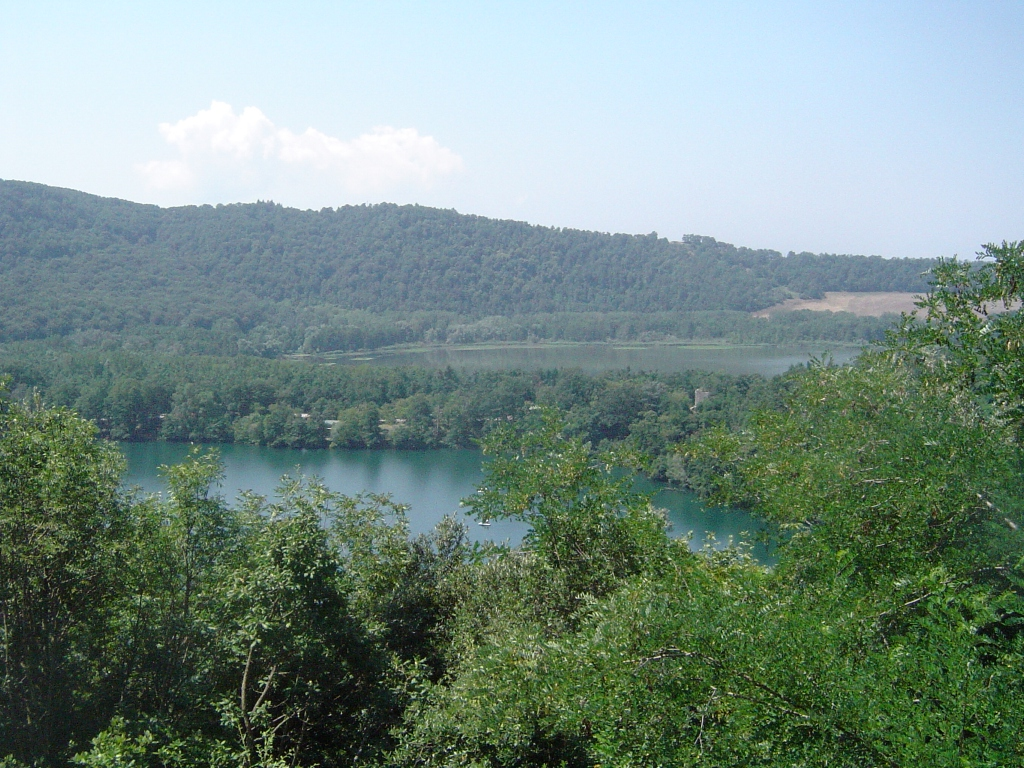
Dwa jeziora w masywie

Monte Vulture – najwyższy szczyt masywu Vulture w Apeninach Południowych, w prowincji Potenza w Basilicacie, we Włoszech. Vulture jest wygasłym wulkanem o stokach zajętych przez las i tereny uprawne.
W obrębie masywu znajdują się dwa jeziora, z których mniejsze, objęte rezerwatem Lago Piccolo di Monticchio jest zasilane podziemnymi źródłami mineralnymi. W opactwie św. Michała znajduje się od 2009 niewielkie muzeum poświęcone okolicy i odkrytemu tutaj w 1963 endemicznemu gatunkowi ćmy, Acanthobrahmaea europaea Hartig. 
Ważną rolę odgrywa uprawa na wulkanicznych glebach oliwek oraz winorośli, z której wytwarza się m.in. cenione wino aglianico del vulture.